# Apistogramma
Il genere Apistogramma comprende 86 specie di pesci d'acqua dolce appartenenti alla famiglia Cichlidae.

## Distribuzione e habitat
Le specie del genere Apistogramma sono diffuse nei bacini del Rio delle Amazzoni e del Rio Negro, compresi altri laghi e fiumi, negli stati del Brasile, Perù, Colombia, Venezuela e Cile.

## Specie
Il genere comprende le seguenti specie
- Apistogramma acrensis
- Apistogramma agassizii
- Apistogramma aguarico
- Apistogramma alacrina
- Apistogramma allpahuayo
- Apistogramma amoenum
- Apistogramma angayuara
- Apistogramma arua
- Apistogramma atahualpa
- Apistogramma baenschi
- Apistogramma barlowi
- Apistogramma bitaeniata
- Apistogramma borellii
- Apistogramma brevis
- Apistogramma cacatuoides
- Apistogramma caetei
- Apistogramma caudomaculata
- Apistogramma cinilabra
- Apistogramma commbrae
- Apistogramma cruzi
- Apistogramma diplotaenia
- Apistogramma elizabethae
- Apistogramma eremnopyge
- Apistogramma erythrura
- Apistogramma eunotus
- Apistogramma flabellicauda
- Apistogramma geisleri
- Apistogramma gephyra
- Apistogramma gibbiceps
- Apistogramma gossei
- Apistogramma guttata
- Apistogramma helkeri
- Apistogramma hippolytae
- Apistogramma hoignei
- Apistogramma hongsloi
- Apistogramma huascar
- Apistogramma inconspicua
- Apistogramma iniridae
- Apistogramma intermedia
- Apistogramma juruensis
- Apistogramma lineata
- Apistogramma linkei
- Apistogramma luelingi
- Apistogramma maciliense
- Apistogramma macmasteri
- Apistogramma martini
- Apistogramma megaptera
- Apistogramma meinkeni
- Apistogramma mendezi
- Apistogramma minima
- Apistogramma moae
- Apistogramma nijsseni
- Apistogramma norberti
- Apistogramma nororientalis
- Apistogramma ortmanni
- Apistogramma panduro
- Apistogramma pantalone
- Apistogramma paucisquamis
- Apistogramma paulmuelleri
- Apistogramma payaminonis
- Apistogramma pedunculata
- Apistogramma personata
- Apistogramma pertensis
- Apistogramma piaroa
- Apistogramma piauiensis
- Apistogramma playayacu
- Apistogramma pleurotaenia
- Apistogramma pulchra
- Apistogramma regani
- Apistogramma resticulosa
- Apistogramma rositae
- Apistogramma rubrolineata
- Apistogramma rupununi
- Apistogramma staecki
- Apistogramma steindachneri
- Apistogramma taeniata
- Apistogramma trifasciata
- Apistogramma tucurui
- Apistogramma uaupesi
- Apistogramma urteagai
- Apistogramma velifera
- Apistogramma viejita
- Apistogramma wapisana